# .bd
.bd (Bangladesh) é o código TLD (ccTLD) na Internet para o Bangladesh.